# جوناثان (سلحفاة)
جوناثان (بالإنجليزية: Jonathan)‏ (التفقيس عام 1832، (192 عاماً)) هو سلحفاة سيشل عملاقة (Aldabrachelys gigantea hololissa)، وهي إحدى أنواع سلحفاة ألدابرا العملاقة (Aldabrachelys gigantea)، وهو أكبر الحيوانات البرية الحية المعروفة في العالم سنا. يقيم جوناثان في جزيرة سانت هيلينا، وهي إحدى أقاليم ما وراء البحار البريطانية في جنوب المحيط الأطلسي.